# Terre Guillaume-II

La terre Guillaume-II (rouge), dans le territoire antarctique australien (blanc cassé), en Antarctique.

La terre Guillaume-II, ou terre de l'Empereur-Guillaume-II, est une région antarctique se trouvant entre le cap Penck à 87°43'E, et cap Filchner à 91°54'E. Elle est revendiquée comme district du territoire antarctique australien par l'Australie.
La zone est découverte en 1902 par l'expédition Gauss menée par Erich von Drygalski. Elle est baptisée en l'honneur de Guillaume II, financeur de l'expédition. Le mont Gauss s'y trouve.